# 安德烈·贾格道夫
安德烈·贾格道夫（英語：André Tridon Jagendorf，1926年10月21日—2017年3月13日）是一位美国植物生理學家，美国国家科学院院士，康奈尔大学教授，证明了叶绿体是通过彼得·米切尔提出的的化學滲透机制来产生ATP。